# Battaglia della Sacca di Fornovo
La battaglia della Sacca di Fornovo, identificata genericamente anche come sacca di Fornovo, fu un'operazione militare avvenuta durante la guerra di liberazione italiana.
Essa fu il risultato congiunto di una serie di movimenti retrogradi del fianco destro della Wehrmacht e dell'ENR a seguito dello sfondamento della Linea Gotica nel settore Massa Carrara-La Spezia da parte della 92ª Divisione americana e la contemporanea avanzata lungo la direttrice Sudest-Nordovest delle truppe alleate a ridosso della Via Emilia. Viene ricordata per essere stata l'ultima grande battaglia campale in Italia, nonché uno dei rari casi in cui i partigiani italiani, già impegnati nella resistenza italiana e le forze degli alleati della seconda guerra mondiale, impiegate nella campagna d'Italia, si unirono nello scontro.

## Storia

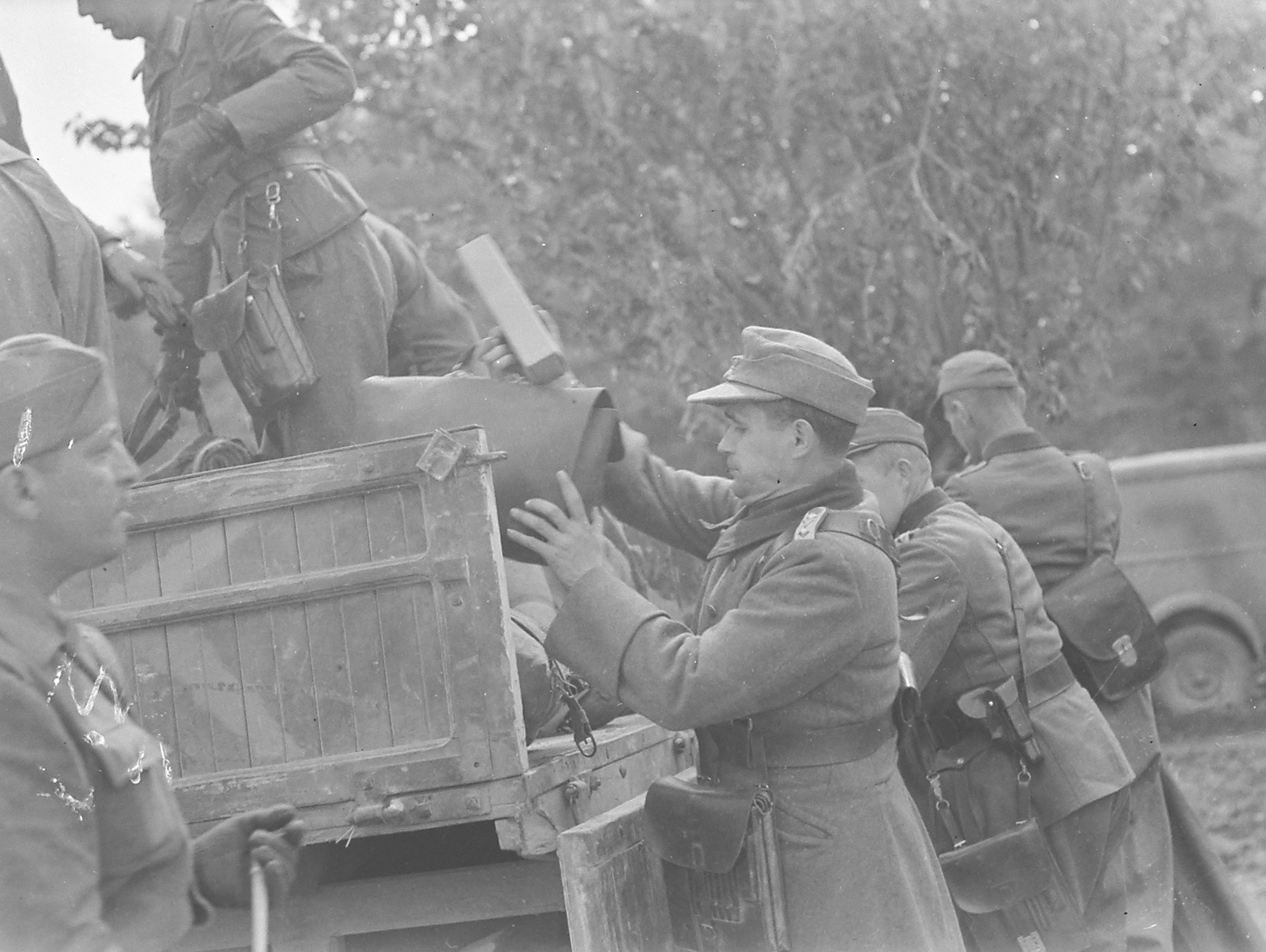
Soldati tedeschi che caricano un veicolo durante la resa.

Tra il 24 e il 29 aprile, vi furono diversi tentativi di sfondamento della barriera del Po, in direzione Nord (Brennero-Austria-Germania), da parte dei resti di alcune divisioni tedesche, che portarono a cruenti scontri con le Brigate partigiane della Val di Taro che, giunti nei pressi di Fornovo di Taro, cercavano di rallentare il ripiegamento nazifascista per il sopraggiungere da nord della Força Expedicionária Brasileira.
I militari brasiliani giunti anch'essi all'altezza di Fornovo attaccarono le divisioni nazifasciste accerchiandole su due fronti opposti. La battaglia si concluse il 30 aprile, dopo due giorni di trattative, con la consegna nelle mani delle truppe alleate di oltre 15 000 ufficiali e soldati germanici e italiani a Pontescodogna.